# Schloss Deutenkofen

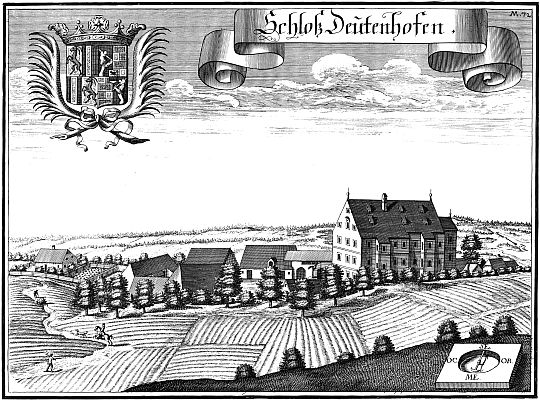
Schloss Deutenkofen nach einem Stich von Michael Wening (1726)

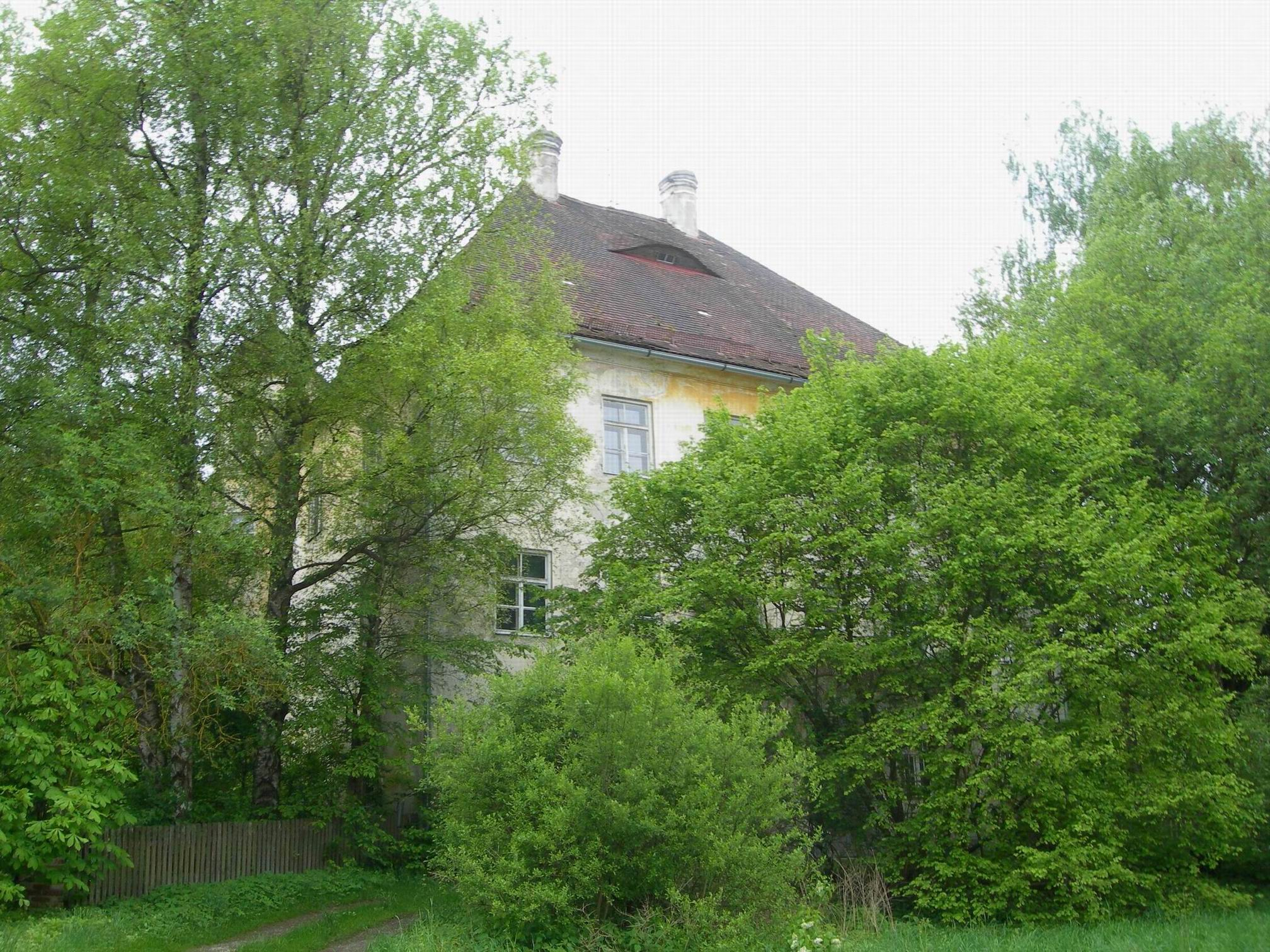
Schloss Deutenkofen (2010)

Das Schloss Deutenkofen liegt in dem gleichnamigen Ort Deutenkofen, heute einem Gemeindeteil der niederbayerischen Gemeinde Adlkofen im Landkreis Landshut. Das Schloss liegt 150 m nordöstlich der Ortskirche Bekehrung des Hl. Paulus. Die Anlage wird als denkmalgeschütztes Baudenkmal unter der Aktennummer D-2-74-111-11 geführt. Ebenso wird sie als Bodendenkmal unter der Aktennummer D-2-7439-0277 und der Beschreibung „untertägige mittelalterliche und frühneuzeitliche Befunde im Bereich des Hofmarkschlosses Deutenkofen, darunter die Spuren von Vorgängerbauten bzw. älterer Bauphasen“ genannt.

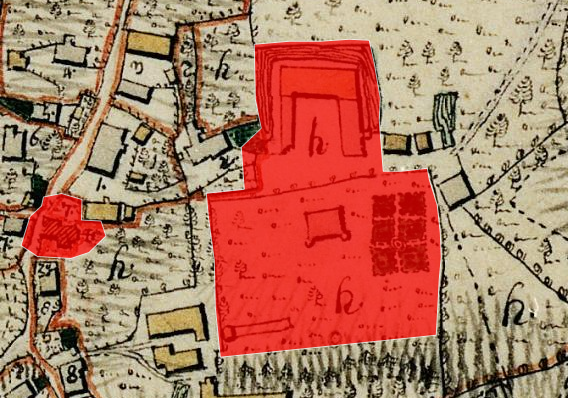
Lageplan von Schloss Deutenkofen im Urkataster von Bayern

## Beschreibung
Das Schloss ist ein dreigeschossiger Spätrenaissancebau, der Ende des 16. bzw. Anfang des 17. Jahrhunderts errichtet wurde. Es besitzt an der Fassadensüdseite zwei runde, im Oberbau oktogonale Ecktürme, die mit welschen Hauben gedeckt sind. Zu dem Anwesen gehören ein dreiflügeliger Wirtschaftshof aus dem 18. bzw. 19. Jahrhundert sowie weitere Nebengebäude; diese sind eingeschossige Ziegelsteinbauten, gedeckt mit Satteldächern aus dem 19. Jahrhundert.
Das Schloss wurde zwischen 2014 und 2016 unter denkmalschützerischen Aspekten aufwändig renoviert.

## Geschichte
Nach einer zwischen 889 und 891 datierten Emmeramer Traditionsurkunde erhielt das Kloster von einem nobilis Peruuin Güter auch in „Dentinchoba“. Für das Hoch- und Spätmittelalter sind über Deutenkofen keine Urkunden auffindbar. 1483 wird die Hofmark Deutenkofen erstmals genannt, die bei Philipp Apian 1586 als „Teittnkoven“ bezeichnet wird. Wichtig für die Erhebung zur Hofmark im Landgericht Teisbach war wohl die Lage der Ortschaft an der Straße von Adlkofen nach Wolfsbach und Niederaichbach.
Hofmark und Schloss waren herzogliche Lehen und wurden an den landesherrlichen Dienstadel ausgegeben. Dr. Augustin Paumgartner zu Deutenkofen und Hundspain (Hundspoint in Kröning), Kanzler des bayerischen Herzogs in Landshut, war ab 1580 Eigentümer der Hofmark Deutenkofen. 1592 stellte Herzog Wilhelm V. für ihn einen „Begnadungsbrief“ aus, in dem ihm die  Edelmannfreiheit für Deutenkofen und Hundspoint zugesichert wurde. Er erbaute zwischen 1580 und 1597 das Schloss, wohnte aber nie darin, da sein Wohnsitz im Pappenbergerhaus in Landshut war († 1599). 1618 wird hier sein Sohn Freiherr Wilhelm von Baumgartner genannt, Rentmeister zu Landshut und herzoglicher Wildmeister und Pfleger in Geisenhausen. Von ihm gelangte die Hofmark an die verwitwete Vitztumin zu Landshut, Maria Franziska Isabella Freifrau von Freyberg, geb. Freiin von Schönburg. 1729 erwarb Sigmund Freiherr von Hegnenberg Dux die Hofmark Deutenkofen durch Heirat. Noch um 1800 gehörte die geschlossene Hofmark dem Grafen von Hegnenberg. 1844 kam das Schloss als Thronlehen von König Ludwig I. an Graf Philipp Aloys Erasmus von Deroy. Auf ihn folgte Dr. Richard Ring.
Das Schlossgut wurde 1904 vom Bayerischen Staat übernommen. 1950 erhielt die Staatliche Lehr- und Forschungsanstalt für Gartenbau Freising – Weihenstephan das Gut zur Bewirtschaftung und begann mit der Anlage weiträumiger Obstpflanzungen. 1957 übernahm der Bezirk Niederbayern die „Niederbayerische Lehr- und Versuchswirtschaft für Obstbau“, die 1999 in „Lehr- und Beispielbetrieb für Obstbau Deutenkofen“ umbenannt wurde.